# ドイツ統一

ドイツ統一時のプロイセン王国の領土（1871年 - 1918年）。現在のドイツの北部からポーランドの西部・北部にまたがっている。

ドイツ統一（ドイツとういつ）は、ドイツ人がホーエンツォレルン朝プロイセン王国の国王ヴィルヘルム1世をドイツ人の統一国家ドイツ国（独: Deutsches Reich）の皇帝として戴くことを決め、1871年に北ドイツ連邦へ南ドイツのほとんどの州が加盟する形で宣言された小ドイツ（ハプスブルク家の影響を除いたドイツ民族の統一）の概念に基づいて連邦制の性質を持ついわゆるドイツ帝国（帝政ドイツ）を成立させたことを指す。
日本においては1990年の西ドイツと東ドイツの統一を指して「ドイツ統一」と使用することが多いが、ドイツなどでは「ドイツ統一」（独: Deutsche Einigung, 英: Unification of Germany）とはあくまで1871年の統一を指し、歴史用語・政治用語としても1990年のものは「ドイツ再統一」（独: Deutsche Wiedervereinigung, 英: German reunification）と呼ばれ、明確に区別されている。

## 神聖ローマ帝国の崩壊
第三次対仏大同盟戦争でオーストリアは敗北し、皇帝フランツ二世はすでに形骸化していた神聖ローマ帝国の崩壊を宣言し、中小帝国諸侯はナポレオンを「守護者」としてライン同盟を構成したが、ナポレオンの敗北によるウィーン体制の構築により1815年にオーストリア、プロイセンを含むドイツ諸邦39カ国によって構成されるドイツ連邦が成立した。また、ナポレオンの占領下でもドイツ民族としての文化や習慣があったため、ドイツ民族主義が台頭した。

## 前史
ドイツ連邦参加国によるフランクフルト国民議会ではドイツ統一について話し合われたが、大ドイツ主義と小ドイツ主義とがぶつかり、互いに相容れなかった。小ドイツ主義者は、プロイセン王フリードリヒ・ヴィルヘルム4世にドイツ皇帝戴冠の推戴をしたが、プロイセン内のナショナリズムの方が尊重され、ドイツ皇帝戴冠は拒否された。オーストリアも皇帝フェルディナント1世が退位、代わってフランツ・ヨーゼフ1世が即位し、脱落した。フランクフルト国民議会はその存在価値を失い、話し合いによる統一は失敗した。

## 鉄血政策
北部ドイツにおいて最有力国家であったプロイセン王国の首相オットー・フォン・ビスマルクは、「大ドイツ」最大の国家でありながら非ドイツ系住民を多数包含するオーストリア帝国を排除して、プロイセン中心（小ドイツ主義）の君主制によるドイツ統一を目指した。彼はいわゆる「鉄血演説」を行って、ドイツ統一のために軍備拡張政策を追求することを宣言した。これを「鉄血政策」と呼ぶ。

## 普仏戦争とドイツ皇帝

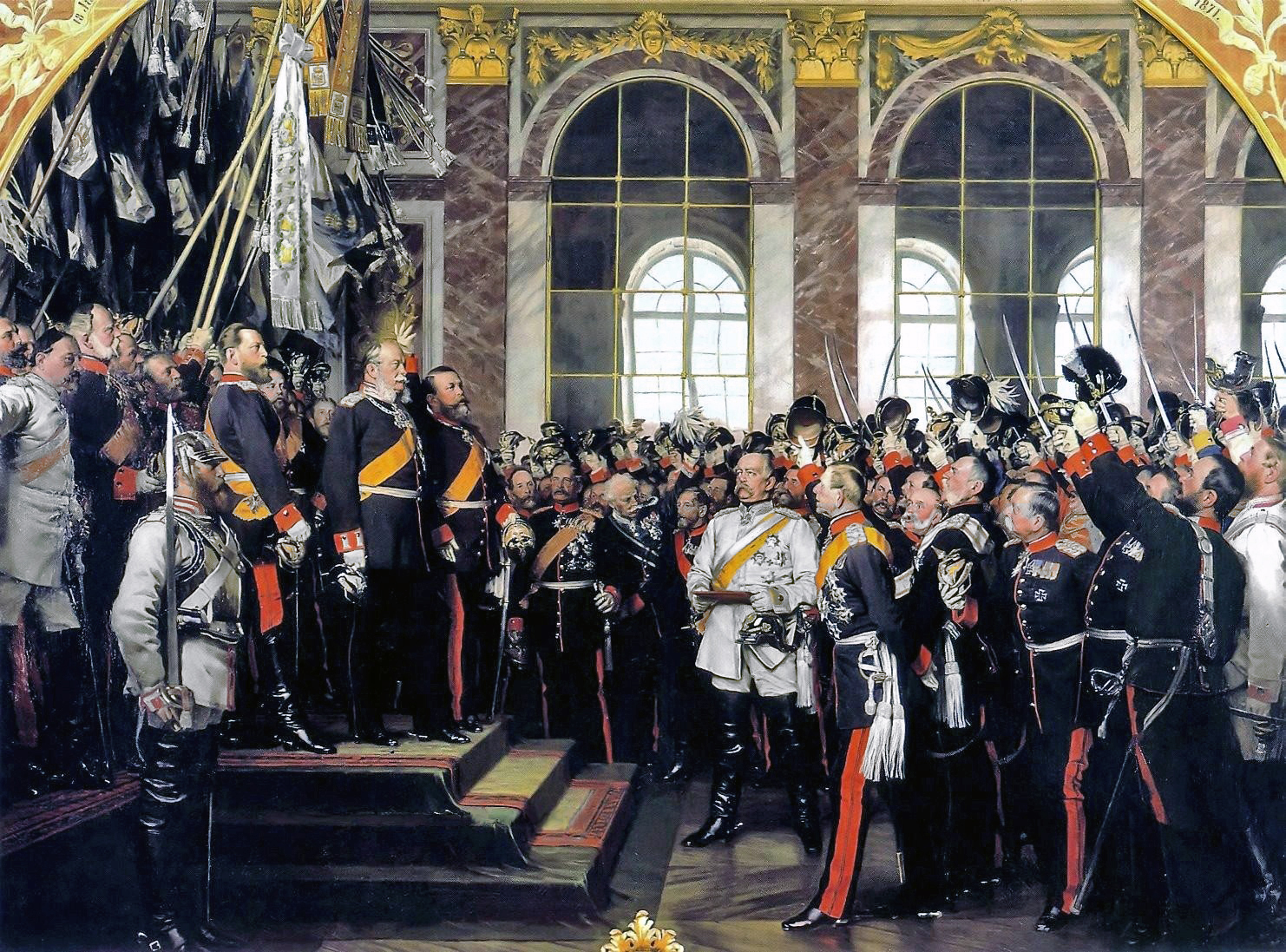
ドイツ皇帝の戴冠式を描いた油絵。中央の白い軍服を着た男性がビスマルク、その隣で帽子を掲げている人物がモルトケである。壇上にはドイツ諸侯が並び、その前にはヴィルヘルム1世がいる。1881年、アントン・アレクサンダー・フォン・ヴェルナー作。

プロイセン王ヴィルヘルム1世は、プロイセン内のナショナリズム（国民意識）を尊重してドイツ統一を強く拒否した。しかし、宰相ビスマルクなどの後押しもあり、普仏戦争の最中（さなか）に1871年1月18日、ヴィルヘルム1世はヴェルサイユ宮殿で戴冠式を行い、初代ドイツ皇帝となった。

## ドイツ統一戦争
帝政ドイツは戦争によって生まれた国家であり、その土台となった3つの戦争を総称して「ドイツ統一戦争」と呼ぶ。
- 第二次シュレースヴィヒ＝ホルシュタイン戦争（デンマーク戦争、1864年）
- 普墺戦争（1866年）
- 普仏戦争（1870年 - 1871年）